# Andrej Ule
Andrej Ule, slovenski filozof in logik, * 27. april 1946, Ljubljana.
Andrej Ule je slovenski filozof, ki deluje na področjih logike, spoznavne teorije, filozofije jezika in primerjalne filozofije. Do leta 2015 je bil redni profesor za logiko in teorijo znanosti na Filozofski fakulteti v Ljubljani. Svoja odkritja in spoznanja je ubesedil v najrazličnejših knjigah in člankih.

## Življenje
Andrej Ule se je rodil 27. aprila 1946 v Ljubljani. Na Poljanski gimnaziji je maturiral leta 1965. Šest let kasneje (1971) je diplomiral iz tehnične matematike na Fakulteti za naravoslovje in tehnologijo Univerze v Ljubljani. Med študijem matematike je vpisal tudi študij filozofije ter leta 1972 vpisal magistrski študij filozofije in ga uspešno zaključil leta 1974. Istega leta je postal asistent za logiko in metodologijo znanosti na Oddelku za filozofije Filozofske fakultete v Ljubljani. S temo Osnovni filozofski problemi sodobne logike (Frege, Russell, Wittgenstein) je doktoriral leta 1981. Naslednjega leta (1982) je bil imenovan za docenta, leta 1987 pa za izrednega profesorja za področje logike in teorije znanosti. Štiri leta kasneje (1991) je bil imenovan za rednega profesorja za analitično filozofijo in filozofijo znanosti. V letih 1981, 1982, 1985, 1988 in 1990 je kot Humboldtov štipendist gostoval pri Inštitutu za logiko, teorijo znanosti in statistiko Max.-Ludwigove Univerze v Münchnu, pri Wolfgangu Stegmüllerju. Tam je preučeval strukturalno teorijo znanosti in filozofijo Ludwiga Wittgensteina. Septembra in oktobra leta 1995 je gostoval na Augsburg Collegeu v Minneapolisu, ZDA, sicer pa je sodeloval s številnimi filozofskimi strokovnjaki in inštitucijami v Sloveniji in tujini. Leta 2015 pa se je po dolgi profesuri upokojil.

## Področja

### Logika
Disciplina filozofska logika je zelo široko območje. Kategorijo sestavljajo podkategorije, kot so: oblike in modeli sklepanja in logična semantika, dialektika, analitična filozofija jezika, kritično mišljenje, logična analiza filozofskih izjav in konceptov, paradoksi. Ule se ukvarja predvsem z modalno in epistemsko logiko, z analitično filozofijo jezika, semantičnimi paradoksi in logično kritiko argumentov.

### Teorija in filozofija znanosti
Teorija in filozofija znanosti se ukvarja z logičnimi, spoznavnoteoretskimi in ontološkimi predpostavkami (različnih) znanosti, s strukturo znanstvenih pojasnitev, razumevanj in teorij, s formiranjem in razvojem znanstvenih spoznanj (teorij) in s strukturo znanosti v celoti. Ule se ukvarja s strukturo znanstvenih pojasnitev in teorij, z razmerji med znanstvenimi teorijami, znanstvenimi modeli in znanstvenim izkustvom, s strukturalno teorijo znanosti, z znanstvenimi metodami v različnih znanostih, družbeno naravo znanstvenega dela in z problematiko etičnega v znanosti.

### Spoznavna teorija
Spoznavna teorija, epistemologija, starejši naziv "gnoseologija", je filozofska disciplina, ki raziskuje izvore, možnosti, meje, objektivno vrednost in predmet spoznanja oz. vprašanja, ki zadevajo človeško spoznanje nasploh. Ule se ukvarja z logično analizo spoznanja in znanja, možnostjo in mejami spoznanja, raznimi izvori spoznanja, s teorijami upravičenja prepričanj, s kritiko skepticizma in spoznanji a priori.

### Filozofija jezika
Filozofija jezika je logična, semantična in hermenevtična analiza jezika. Ukvarja se predvsem z vprašanji jezikovnega smisla in pomena, npr. kaj je smisel in pomen (referenca) jezikovnih izrazov (predvsem imen in stavkov), kakšno je razmerje med referenco in opisom, med imeni in demonstrativi. Ule povezuje logično analizo jezika z wittgensteinsko »filozofijo običajne govorice«, ukvarja se tudi s teorijami resnice.

### Primerjalna filozofija
Primerjalna filozofija se ukvarja s primerjavo različnih filozofskih tradicij, filozofskih terminologij in konceptov. Ule se ukvarja predvsem s primerjavo logičnih struktur in argumentov v indijski, kitajski in "zahodni" filozofiji.

## Dela
V slovenščini je Ule izdal naslednje knjige:
- Osnovna filozofska vprašanja sodobne logike (1982)

Knjiga obravnava razvoj moderne logike skozi analizo logičnih in filozofskih konceptov treh ključnih avtorjev sodobne filozofske logike: Gotloba Fregeja, Bertranda Russella in Ludwiga Wittgensteina.
- Od filozofije k znanosti in nazaj (1986)

Ta knjiga je posvečena nekaterim osnovnim filozofskim in znanstveno-teoretičnim problemom, ki so se pojavljali skozi celoten zgodovino znanosti s poudarkom na sodobni znanosti. V prvem delu knjige so obravnavani problemi in trendi velikih filozofskih teorij od antike do Kanta. V drugem delu pa si avtor zastavi vprašanje, kako sodobna teorija znanosti rešuje probleme apriorizma in empiricizma.
- Filozofija Ludviga Wittensteina (1990)

Knjiga obravnava razvoj ti. pozne filozofije Ludwiga Wittgensteina (ki jo je razvil po objavi Logično filozofskega traktata (1921)) in prikazuje kontinuiteto Wittgensteinovega filozofskega razmišljanja. Obravnava temeljne pojme in probleme Wittgensteinove "analize običajne govorice" jezikovne igre, nepresegljivost običajnega jezika, sledenje pravilom, kritika "zasebnega jezika") in razpravlja o pomenu Wittgensteinove filozofije. 
- Sodobna teorija znanosti (1992)

Knjiga obravnava analizo štirih osnovnih znanstveno-teoretičnih konceptov: znanstveno razlago, teoretično-empirično razmerje v strukturi znanstvenih teorij, dinamiko in evolucijo znanstvenih teorij in kompleksne odnose med znanstvenimi teorijami in realnostjo. 
- Znanje, znanost in stvarnost (1996) V tej knjigi Andrej Ule predstavi del svojih razmišljanj o znanosti, ki jih je razvil skozi čas. Osredotoči se na znanost kot sistematično spoznavno dejavnost posameznika in skupine ljudi, ki kaže rezultate v znanstvenih teorijah ter razpravlja o znanstvenem realizmu in antirealizmu. Ta knjiga je izšla tudi v hrvaškem jeziku (Znanost i realizam, 1996).

- Mali leksikon logike (1997)

Gre za sistematično in leksikografsko urejen prikaz logiške terminologije in temeljnih konceptov formalne in filozofske logike.
- Logos spoznanja: osnovne spoznavne teorije (2001)

Knjiga je sestavljena iz sedmih glavnih poglavji. Začne se z razpravo o potrebah in možnostih teorije znanja. V nadaljevanju izpostavi nekaj ključnih problemov znanja, nato pa so predstavljene še teorije o zagovarjanju prepričanj ter glavni spoznavni izvori. V šestem poglavju razvije svojo teorijo o relativnem apriorizmu. V zadnjem poglavju pa predstavi svojo razlago skepticizma.
- Dosegljivost resnice (2004)

Knjiga predstavi najbolj relavantne teorije o resnici in moderni filozofiji, kot na primer: teorijo podobnosti, pragmatično teorijo, teorijo konvencionalnosti in še nekatere druge in razpravlja o dosegljivosti resnice.
- Znanost, družba, vrednote (2006)

Knjiga ima štiri glavne dele: razprava o pojmu znanosti, znanstvenih razlagah in metodah, razprava o strukturah znanstvenih teorij in odnosu med znanstvenimi teorijami in realnostjo, razprava o družbeni naravi znanosti in o umeščenosti znanosti v družbo ter razprava o vrednotnih in etičnih problemih v znanosti ter o etiki znanosti. Ta knjiga je izšla tudi v hrvaškem jeziku (Znanost, društvo, vrijednosti, 2014)
- O naravi duha (2023)

Ule je v nemščini izdal še knjigo:
- Operationen und Regeln bei Wittgenstein. Vom logischen Raum zum Regelraum (1997)

Knjiga predstavi transformacijo Wittgensteinovega pojma operacije v "Logično-filozofskem traktatu" v pojem sledenja pravilu v "Filozofskih raziskavah" kot podlago za razumevanje prehoda od logične analize jezika k analizi običajne govorice.
V angleščini je izdal knjigo:
- Circles of Analysis. Essays on Logic, Mind and Knowledge (2008)

Knjiga zajema več filozofsko-logičnih esejev, ki zajemajo razvoj logične forme in logične analize, analizo nekaterih epistemskih paradoksov, zasnutek modalne logike procesov, analizo Wittgensteinove filozofijo, kognitivno znanost, komparativno filozofijo, probleatiko skepticizma in etične racionalnosti.
- S prispevkom Mind in Physical Reality, Its Potentiality and Actuality"je prispeval tretji del zbornika Mind in Nature. From Science to Philosophy (2012).

V njem obravnava razmerje med procesnim in neprocesnim vidikom zavesti, zavest kot posebno obliko potencialnosti, doživljajsko perspektivičnost kot dimenzijo narave in možnost kvantnomehanskega modela doživljajske zavesti.